# Банський потік (притока Іпеля)
Банський потік (словац. Banský potok) — річка в Словаччині; права притока Іпеля довжиною 18.5 км. Протікає в окрузі Полтар.
Витікає в масиві Вепорські гори на висоті 800 метрів. Протікає територією сіл Цінобаня; Младзово і Брезничка.
Впадає в Іпель на висоті 217 метрів.